# Chinese schijfhoren
De chinese schijfhoren (Gyraulus chinensis) is een slakkensoort uit de familie van de Planorbidae. De wetenschappelijke naam van de soort werd in 1848 als Planorbis chinensis voor het eerst geldig gepubliceerd door Wilhelm Dunker.

## Beschrijving
De chinese schijfhoren is een zoetwater-huisjesslak die gemakkelijk van andere Gyraulus-soorten te onderscheiden doordat de mantel bezaaid is met zwarte pigmentvlekken, hetgeen door de doorzichtige schelp goed zichtbaar is. Ook de tentakels hebben zwarte pigmentvlekjes. De nier schijnt als een lichte, rechte streep aan de buitenrand van de schelp door. De schelp is tot ca. 7 mm breed, licht geelbruin van kleur, en heeft vaak een hoekige periferie (als G. acronicus). De sculptuur bestaat uit onopvallende, fijne spiraallijntjes gekruist door groeilijnen; de schelp maakt een gladde indruk. De windingen nemen wat langzamer in breedte toe dan bij de witte schijfhoornslak (G. albus), die bovendien in sculptuur duidelijk verschilt.

## Verspreiding
De uit Oost- en Zuid-Azië afkomstige chinese schijfhoren is op enkele plaatsen in Europa (onder ander Duitsland) ingevoerd en heeft zich met name in Zuid-Frankrijk goed weten te handhaven. In Nederland zijn waarnemingen in het wild, buiten kassen, aquaria en vijvers, nog slechts beperkt tot enkele meldingen uit Friesland en Noord-Holland. In aquaria is dit een algemeen voorkomende slak, die vaak over het hoofd gezien vanwege de geringe afmetingen. Weggegooid plantenmateriaal kan voor verspreiding in het wild zorgen. Dit is tot op heden nog niet het geval, vermoedelijk vanwege de behoefte aan wat hogere watertemperaturen. Het is echter zeker niet uitgesloten dat meerdere warmere winters het mogelijk maken dat deze soort zich aanpast, zoals al bij meerdere andere slakken is gebeurd.
Anisus:
leucostoma · 
septemgyratus · 
spirorbis · 
vortex · 
vorticulus

Gyraulus:
acronicus · 
albus · 
chinensis · 
crista · 
laevis · 
parvus · 
riparius · 
rossmaessleri

Planorbarius:
corneus · 
†peetersi · 
Planorbella:
anceps · 
duryi · 
trivolvis · 
Planorbis:
carinatus · 
planorbis

Overig:
Bathyomphalus contortus · Helisoma nigricans · Hippeutis complanatus · Menetus dilatata · Segmentina nitida